# Lysica
Lysica (ungarisch Trencsénladány – bis 1902 Liszica, 1902 bis 1907 Trencsénkopár) ist eine slowakische Gemeinde im Okres Žilina, in den südlichen Teilen der Kysucká vrchovina in einem Seitental (Rúbanskový potok) des Waagzuflusses Varínka, etwa 14 km westlich von Žilina entfernt.

## Geschichte
Der Ort wird 1475 zum ersten Mal schriftlich als Lyzica erwähnt und gehörte damals zur Herrschaft von Starý hrad/Óvár. Die Einwohner arbeiteten vornehmlich in der Landwirtschaft und betrieben Viehzucht, stellten aber auch Tuchwaren und Holzgegenstände sowie Werkzeuge her.
Während des Slowakischen Nationalaufstandes brannten deutsche Verbände die Ansiedlungen Kramarovia und Ďurčovia (beide nordöstlich des Ortes an der Gemeindegrenze zu Lutiše gelegen) nieder und verbrachten die Mehrzahl der Männer in Konzentrationslager.
1976 bekam der Ort eine zentrale Trinkwasserversorgung, seit 1996 auch einen Anschluss an das Gasnetz.

## Bevölkerung
| Jahr                | 1994 | 2004    | 2014    | 2024    |
| ------------------- | ---- | ------- | ------- | ------- |
| Anzahl der Personen | 912  | 859     | 835     | 901     |
| Unterschied         |      | −5,81 % | −2,79 % | +7,90 % |

| Jahr                | 2023 | 2024    |
| ------------------- | ---- | ------- |
| Anzahl der Personen | 893  | 901     |
| Unterschied         |      | +0,89 % |